# Étienne Langevin
Pour les articles homonymes, voir Langevin.
Étienne Langevin est un humoriste et auteur québécois francophone. 

## Biographie
Étienne Langevin a écrit pendant plusieurs années pour les humoristes québécois ou français Jean-Marc Parent, Anthony Kavanagh, Stéphane Rousseau, Franck Dubosc, Véronic Dicaire, Marc Dupré, Dieudonné, Patrick Huard et Martin Petit. Finalement il décida d'arrêter de travailler pour les autres pour se consacrer à sa propre carrière. 
Il est connu sur scène comme membre des Machines de l'Humour, un duo qu'il formait avec François Valade qu'il a rencontré à l'École Nationale de l'Humour, mais il est aussi auteur et artiste de scène. 
En 2009, il fut le récipiendaire du «Nez d’Or» Révélation du Festival Grand Rire de Québec.
En 2012, il présente son premier spectacle humoristique Gesù. 
En 2014, il fait premier one-man-show Les Mésaventures d'un père espiègle au cours d'une tournée à travers tout le Québec.